# SubRip
SubRip er et freeware-computerprogram til Windows, som primært anvendes til at kopiere undertekster fra DVD-film.
Programmet benytter sig af OCR-teknologi og anvenderinteraktion til at afgøre, hvad der står i en DVD-films undertekster.
Underteksterne gemmes i en tekstfil med filendelsen .srt. Formatet understøttes af de fleste medieafspillere, som findes i dag.

## Format
SubRip-formatet er ganske simpelt opsat. En sætning repræsenteres af; et nummer som repræsenterer i hvilken rækkefølge, den kommer, starttid og sluttid (begge i formatet: timer:minutter:sekunder,millisekunder), selve teksten og til sidst en tom linje:
- Sætningsnummer
- Starttid --> Sluttid X1:Position venstre X2:Position højre Y1:Position op Y2:Position ned (position er valgfri)
- Teksten (kan fylde flere linjer)
- Tom linje

De fleste videoafspillere håndterer Unicode og standard HTML-tags som <i>, <b>, <u> og <font>. Der findes dog ingen officiel tolkning af disse indenfor formatet.
Eksempel på en SubRip-fil:
```
1
00:01:20,000 --> 00:01:24,400 X1:100 X2:600 Y1:050 Y2:100
- Hej!
- Hvordan står det til?

2
00:01:24,600 --> 00:01:27,800
Det går fint, tak

```

## Eksterne links
- Original site Arkiveret 17. december 2008 hos  Wayback Machine.
- SubRip forum (Doom9)
- SubRip Tutorial (AfterDawn) Arkiveret 4. november 2008 hos  Wayback Machine
- SubRip subtitles support in players